# Goniothalamus roseus
Goniothalamus roseus är en kirimojaväxtart som beskrevs av Otto Stapf. Goniothalamus roseus ingår i släktet Goniothalamus och familjen kirimojaväxter. Inga underarter finns listade i Catalogue of Life.